# Tentación de san Antonio (Miguel Ángel)
La Tentación de san Antonio es una pintura al temple y óleo sobre tabla de 47 x 35 cm y la obra más antigua conocida de Miguel Ángel Buonarroti. La pintura data de entre 1487 y 1489, y se conserva en el Museo de Arte Kimbell de Fort Worth, en Texas.

## Historia
Ascanio Condivi, Giorgio Vasari y Benedetto Varchi coinciden en mencionar una copia del grabado de Martin Schongauer ("Martino d'Ollandia") Tentación de san Antonio, ejecutada por un joven Miguel Ángel de doce o trece años, a sugerencia de su compañero de taller Francesco Granacci, unos años mayor. Varchi recuerda como la obra fue la primera pintura del futuro gran maestro y Condivi, especialmente, se detiene en recordar como la obra era sobre "madera" y como "además de la efigie del santo, había muchas extrañas formas y monstruosidades de demonios", en los cuales Miguel Ángel cuidó la aplicación del color (el grabado obviamente era en blanco y negro) "que ninguna parte coloreaba, que no hubiera antes comparado del natural, por lo que fue a la pescadería, considerando de qué forma y color eran las escamas de los peces, el color de los ojos, y otras partes, representándolas en su cuadro". La obra habría despertado la envidia de Ghirlandaio, el dueño del taller y maestro de los chiquillos.
Los biógrafos antiguos sin embargo no llegan a mencionar donde se encontraba entonces la tabla, lo que sugiere que por esa época ya se había perdido su rastro. La crítica moderna, ya en el siglo XIX, intentó encontrarla. Un primer intento pertenece a G. Bianconi que encontró un pintura del mismo tema, proponiéndola como autógrafa, pero luego rechazada por otros estudiosos.
La presente obra fue publicada en cambio por Clément en 1861. Es mencionada por primera vez en la colección Scorzi de Pisa en 1837, cuando fue vendida al barón Triqueti; en 1886 fue propiedad de Lee-Child y alrededor de 1905 de sir Paul Harwey, que en 1960 la puso en venta a subasta en Sotheby's. Antes, la posible autografía había sido sostenida por unos, como Montaiglon (1875), pero puesta también en duda por otros (Mantz, 1876).
Tras pasar por varias colecciones privadas, el 13 de mayo de 2009 la obra resurgió con ocasión de la compra por parte del Museo de Arte Kimbell, siendo finalmente expuesta al público. En tal ocasión resurgió el debate atributivo, gracias también a un notable interés mediático internacional.

## Descripción

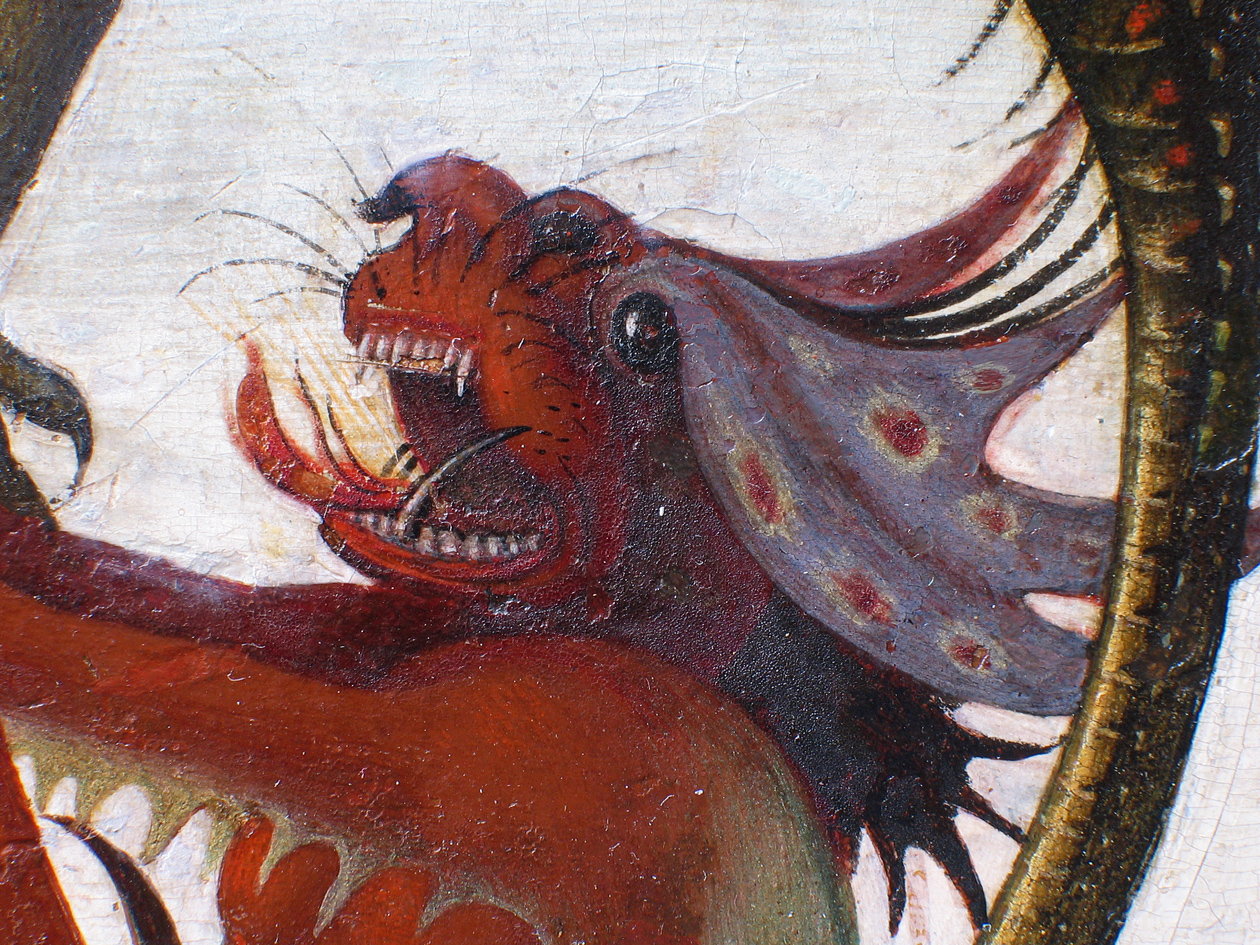
Detalle.

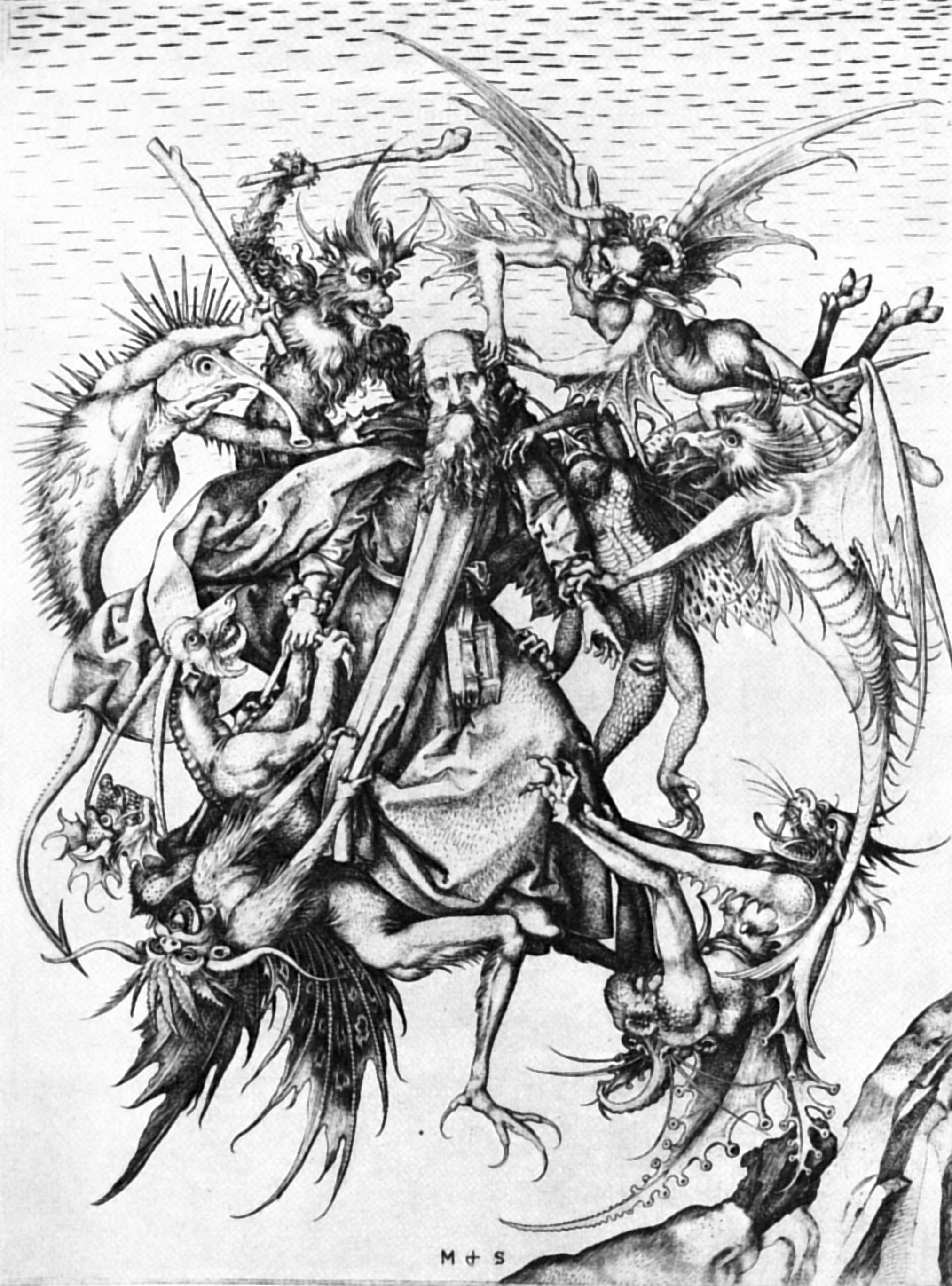
El grabado original de Schongauer.

La pintura muestra un tema muy popular en la  Baja Edad Media y el Renacimiento, incluido en la Leyenda Dorada y otras fuentes, donde san Antonio Abad es asaltado por demonios en su retiro en el desierto, que resiste serenamente. Exactamente, el momento en que el santo, elevándose en éxtasis sostenido por ángeles, fue emboscado por los diablos. Aquí aparece arrastrado en el aire por un nutrido grupo de demonios, típicos de la tradición nórdica, realizados con detalles fantasiosos y sacados de numerosos animales. Las partes más grotescas, como las expresiones torvas o las largas garras, aparecen atenuadas por el pincel del artista mediterráneo. Miguel Ángel también cambió la expresión del santo y añadió abajo un paisaje fluvial lejano entre dos espolones rocosos, con el izquierdo más pronunciado. También aportó el color, que es particularmente fresco y equilibrado, sobre todo en los tonos rojos y verde pasado.
El estilo, aparte la derivación nórdica debida a la fidelidad al modelo, muestra un tono "ghirlandaiesco" en algunos detalles, como la cabeza del santo, que recuerda en los rasgos a obras posteriores, como el San José en el Tondo Doni.
Un elemento que la limpieza incluida en el análisis atributivo de 2009 descubrió concierne a las rocas de la parte izquierda del cuadro, pintadas con el característico "rayado en cruz" que se encuentra también en la obra gráfica del artista, incluyendo, permaneciendo en el ámbito de sus trabajos juveniles, el San Pedro de Masaccio de Múnich.

## Otros proyectos
- Wikimedia Commons contiene imágenes y otros archivos sobre Tormento di sant'Antonio

- Datos: Q2327759
- Multimedia: The Torment of Saint Anthony (Michelangelo) / Q2327759